# 青石岭墓群
青石岭墓群，位于中国吉林省梨树县梨树镇青石岭村，为一个省级文物保护单位，类型为古墓葬，公布时间为2007年5月31日。该文物保护单位由梨树县文管所管理。
青石岭墓群的历史年代为金代。